# Szabó Károly Ferenc
Szabó Károly Ferenc (Nagykároly, 1943. augusztus 29. – Nagykároly, 2011. január 25.) romániai magyar politikus, villamosmérnök, közéleti szereplő.

## Életrajz
Nős, két felnőtt gyermek apja. Tanulmányait Kolozsváron végezte a Politechnikai Intézet Villamosmérnöki szakán, majd posztgraduális képzésen vett részt a bukaresti Nemzetvédelmi Kollégiumban. Az egyetem elvégzése után Nagyváradon és Nagykárolyban dolgozott – utóbbi településen az UNIO gyár részlegvezetője volt. A rendszerváltás után az RMDSZ tagjaként a nagykárolyi szervezet alapító tagja, majd 2001-2003 között elnöke volt. Már a legelején felismerte a romániai magyarság önszerveződésének a fontosságát, és 1990-ben Szatmár megyei szenátorrá választották. Ezt a tisztséget 2008-ig töltötte be. A 18 év alatt volt a Szenátus mezőgazdasági és erdészeti bizottságának alelnöke, a honvédelmi bizottság titkára.1997-től az Európai Parlament Közgyűlésébe delegált román küldöttség állandó tagja. 2005-től európai parlamenti megfigyelő, 2007-től pedig európai parlamenti képviselő, a Néppárti frakció tagja és az Állampolgári Jogi, Bel és Igazságügyi Bizottság tagjaként is tevékenykedett.

## Emlékezete
Aki ismerte, az nagyszerű szónokként emlékszik vissza rá, olyan emberként, aki maximálisan kiállt a romániai magyarság és az általa képviselt tájegység érdekeiért. Ha kellett, megfogalmazta azokat az igazságokat, amelyeket mások politikai számításból elhallgattak: de mindezt kizárólag az RMDSZ, a megyei magyarság, a tisztánlátás érdekében tette. Szenátorként is ugyanolyan egyszerű, közvetlen ember maradt, mindenkivel szót értett, felvállalta a megyei kisemberek számos problémáját, ügyét. 2008 óta nem töltött be politikai tisztséget, de mégis aktív tagja maradt az Romániai Magyar Demokrata Szövetségnek.  Szabó Károly így vallott a politikához való kötődéséről:  " A politika olyan mint a kábítószer, azzal a különbséggel, hogy a kábítószert nem kell megtanulni, a politikát igen."